# ニール・ブレイズデル
ニール・ショー・ブレイズデル（Neal Shaw Blaisdell、1902年11月6日 - 1975年11月5日）はハワイ共和党の一員として1955年から1969年までホノルル市長を務め、またハワイ州ホノルル市郡の長として、ハワイ州知事のジョン・A・バーンズと協力しながらホノルル史上最大の建築ブームの一つを監督した。

## 前半生
ブレイスデルはホノルル生まれで、ヨーロッパとハワイアンの先祖を持っていた。彼の父はホノルル消防局長であったウィリアム・ブレイスデル二世（William Wallace Blaisdell II）であり、母はマリアカ・”マリエ”・アラネアオ・マーセバーグ（Maliaka "Malie" Alaneao Merseberg）であった
母方の曽祖父はハワイ王国の貴族で、外務大臣などを務めたジョン・アダムス・カミングス（John Adams Cummins）であった。父方の曽祖父は1849年にメイン州からハワイ諸島に来たジョン・ブレイズデル (John Blaisdell、1812–1889)であった。

## 教育と競技
ブレイスデルはセント・ルイス・スクール（Saint Louis School）でバスケットボールやアメリカンフットボール、野球をプレーし、「ラスティ」（Rusty）として知られた。
彼はハワイ大学に入学し、のちにペンシルベニア州ルイスバーグにあるバックネル大学に転入して大学フットボールチームでクオーターバックを務め、1927年に卒業した。彼は1968年にバックネル大学の卒業生に対する功労賞を受賞した。彼はバスケットボールや野球もプレーしたが、1988年にバックネル大学の殿堂においてフットボールのカテゴリに登録されている。彼はゴルファーでもあった。彼は腕立てから競技を始めた。彼はホノルルに戻って教師、高校のコーチ、競技監督となった。

## 公的勤務
ブレイスデルはハワイ準州議会の第4地区代表に選出され、1947年と1949年に準州からの上院議員に選出された。1950年にホノルル市長に立候補したが、結核にかかったため辞退した。
彼はフランク・ファジ（Frank Fasi）に対抗して市長選に出馬して1954年に当選し、1955年に職に就いた。市長として、ブレイスデルはカリヒの谷からコオラウ山脈を通るジョン・H・ウィルソントンネル（John H. Wilson Tunnels）の建設を監督し、またコンサートホールやコンベンションセンター、展示場やスポーツアリーナなどの多目的施設である「ハワイ・インターナショナル・センター」を設立した  
。ブレイスデルの死後、彼の後任であるファジは彼に敬意を払ってこの施設を改名した。現在、この施設はブレイズデル・センターとして知られている。
1965年から1966年の間、ブレイスデルはアメリカ市長会議（United States Conference of Mayors）の長を務めた。

## 死去と遺産
ブレイスデルは1926年10月23日にルーシー・サーストン・ブレイスデル（Lucy Thurston Blaisdell）と結婚した。娘のヴェルマ・ブレイスデル・クラーク（Velma Blaisdell Clark）はフットボール選手のジム・カラエオネ・クラーク（James Kalaeone Clark）と結婚し、ハワイ教育局の教員であった。娘のマリリン・ブレイスデル・アン（Marilyn Blaisdell Ane）は他のフットボールコーチと結婚し、プナホウ・スクールで28年間教員を務めた。
ブレイスデルは庭仕事の最中に脳卒中の発作を起こし、1975年11月6日に死去した。彼はオアフ墓地に埋葬された。
真珠湾の浜辺にある（北緯21度23分11秒 西経157度57分17秒 / 北緯21.38639度 西経157.95472度）25.9エーカー(10.5ヘクタール)の広さの公園は彼にちなんで名づけられた。